# 禾叶丝瓣芹
禾叶丝瓣芹（学名：Acronema graminifolium）为伞形科丝瓣芹属的植物。分布在锡金、不丹以及中国大陆的西藏等地，生长于海拔2,600米至3,500米的地区，一般生长在山坡或林下，目前尚未由人工引种栽培。